# Mercedes-Benz O 405 G
 (juin 2025).
Si vous disposez d'ouvrages ou d'articles de référence ou si vous connaissez des sites web de qualité traitant du thème abordé ici, merci de compléter l'article en donnant les références utiles à sa vérifiabilité et en les liant à la section « Notes et références ».
Le Mercedes-Benz O 405 G est un autobus urbain articulé avec un plancher surélevé de Mercedes-Benz Bus qui a été produit en série de 1984 à 2001. Ce véhicule appartient à la deuxième génération d'autobus standard et est le successeur direct de l'O 305 G. La variante d'autobus simple était disponible sous le nom d'O 405.
Ce véhicule a façonné le paysage urbain de nombreuses villes allemandes dans les années 1990, mais il a également trouvé de nombreux acheteurs dans d'autres pays européens. En raison de leur construction robuste et de leur grande fiabilité, ces véhicules sont également très populaires sur le marché de l'occasion.
Le successeur direct était l'autobus à plancher surbaissé O 405 GN, fabriqué à partir de 1992, mais la production du modèle à plancher surélevé O 405 G s'est poursuivie en parallèle et n'a pris fin qu'à l'automne 2001.

## Variantes
En plus de la version standard en tant qu'autobus urbain, Mercedes-Benz a également produit des variantes. Par exemple, des équipements haut de gamme étaient disponibles pour le transport interurbain; Toutefois, les véhicules qui en sont équipés portent la désignation normale O 405 G.
Alors que les portes n'étaient que partiellement vitrées au cours des premières années, elles ont été remplacées par des portes entièrement vitrées dans les années qui ont suivi la construction. Vous pouviez choisir entre des portes battantes vers l'intérieure ou vers l'extérieure; une porte battante vers l'extérieure à un seul vantail était également disponible à l'avant. Des pare-brise monobloc ou divisés étaient également disponibles en conjonction avec la potence optionnelle de l'O 407.
Le châssis était également proposé en version à conduite à droite, mais avec un succès modéré. Quelques autobus ont été construits en Australie par la société Volgren pour être utilisés à Singapour.

## Trolleybus basés sur l'O 405 G
Une plus petite partie de la gamme O 405 G a été produite sous forme de trolleybus, notamment des autobus guidé. Cela a donné lieu à un total de trois sous-gammes supplémentaires :
- O 405 G HCE (113 exemplaires)
- O 405 GTZ (100 exemplaires)
- O 405 GTD (47 exemplaires)